# Halosydnella grisea
Halosydnella grisea är en ringmaskart som först beskrevs av Treadwell 1929.  Halosydnella grisea ingår i släktet Halosydnella och familjen Polynoidae. Inga underarter finns listade i Catalogue of Life.